# Gyaloghintó

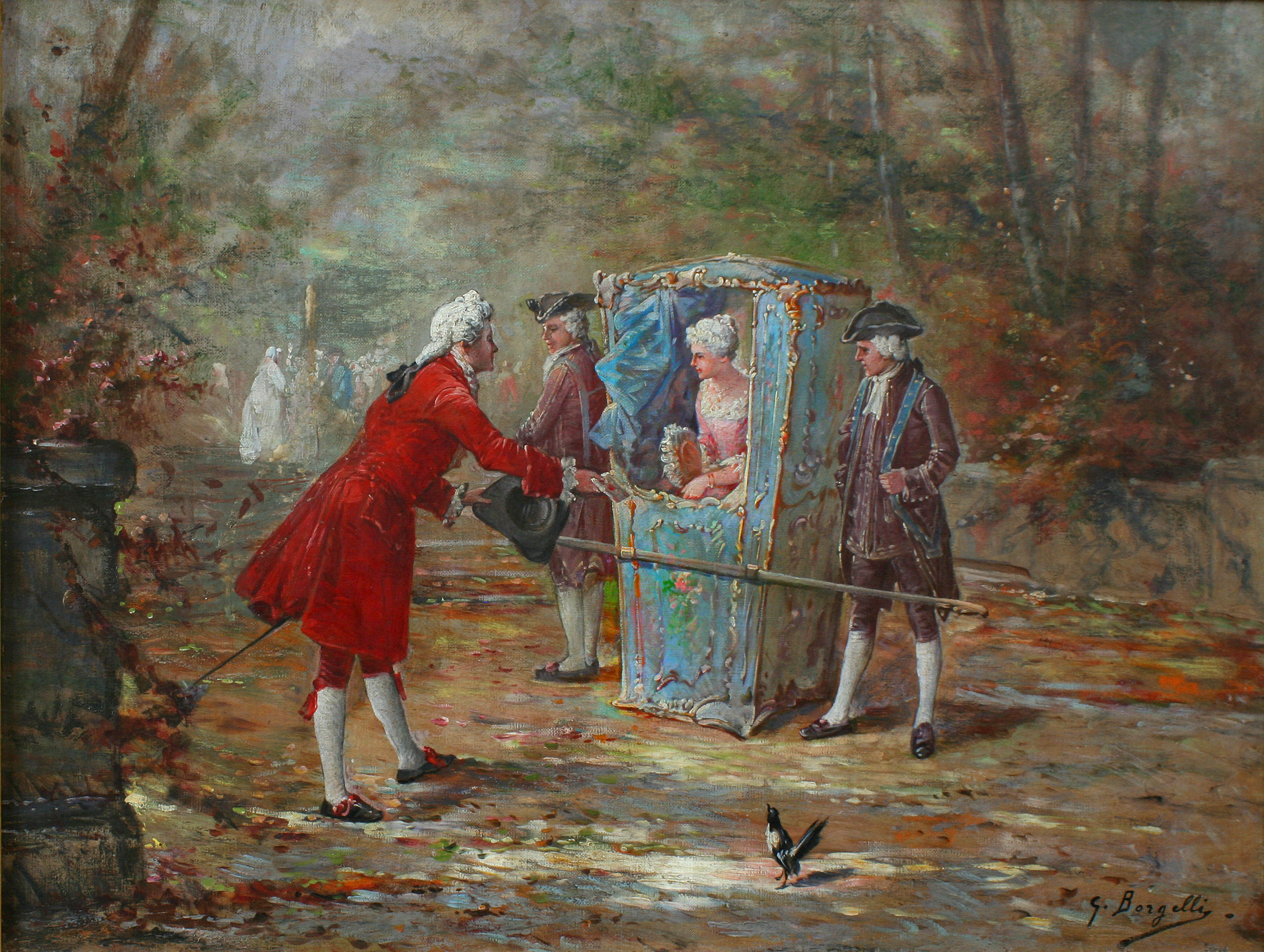
Gyaloghintó ábrázolás a 19. század elejéről

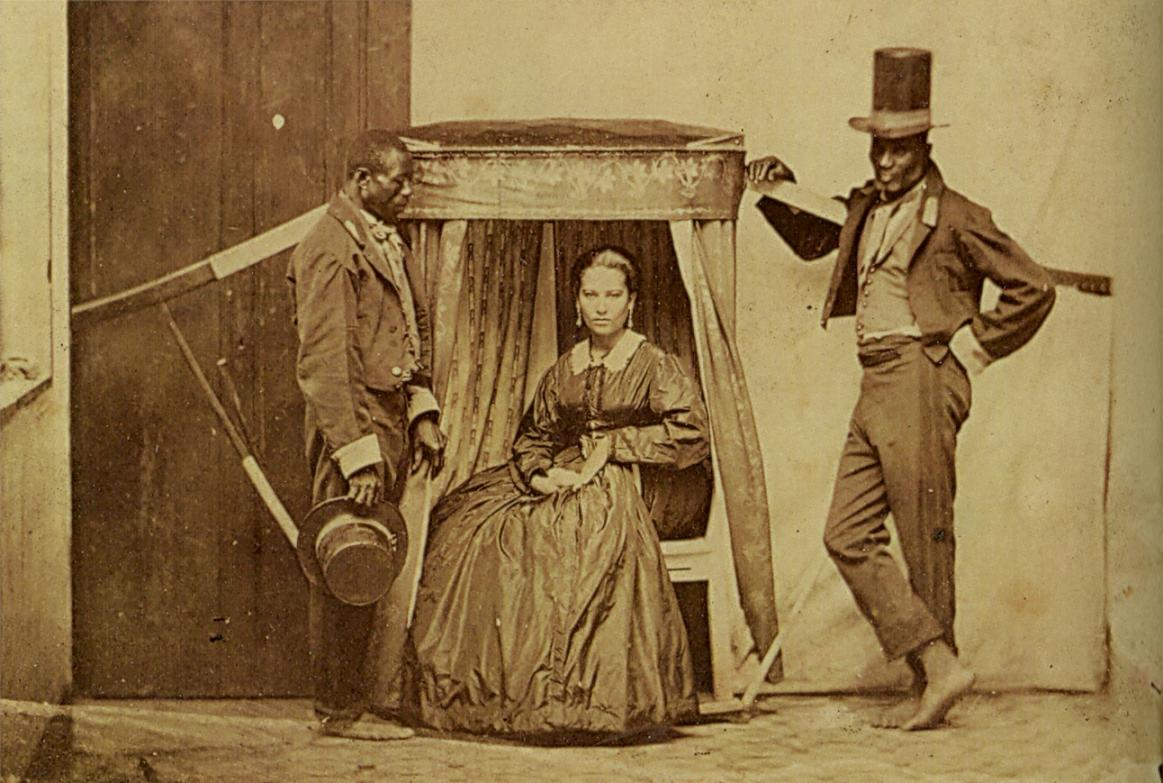
Egykori brazil gyaloghintó

A gyaloghintó (más néven hordszék) egy emberi erővel működtetett, kerék nélkül járműtípus, ami számos magaskultúrában használatban volt. Európába a gyarmatok gyakorlatát látva a 16. századtól került vissza a közlekedés ezen módja. Jellemzően 2 személy hordozta a gyaloghintókat, de nagyobb, nehezebb gyaloghintók – illetve nehezebb utasok – esetében 4, 8 stb. főre volt szükség. A gyaloghintókat általában rövid távon, például városon belüli közlekedésre használta az arisztokrácia. Bár funkciójában, méreteiben más, mégis ehhez hasonló a hordozható uralkodói trónusok használata, például VIII. Henriké vagy a pápai sedia gestatoria.